# Асопиос, Константин
Константин Асопиос (греч. Κωνσταντίνος Ασώπιος; 1785, Зица, Янина, Османская империя — 1 декабря 1872, Афины) — греческий учёный, филолог, педагог, профессор греческого языка, ректор Афинского университета, деятель новогреческого просвещения, один из видных борцов за возрождение Греции.

## Биография
Родился в бедной семье. Изначально носил фамилию Дсолбас. После смерти отца вместе с матерью переселился в Янину. Благодаря хорошей успеваемости в школе получил грант от благотворителей. Позже директор школы Афанасиос Псалидас дал ему фамилию «Асопиос», которую он принял.
Одновременно с учёбой работал частным преподавателем, собранные деньги использовал для поездки в Неаполь (Италия), где изучал медицину, но проблемы со здоровьем вынудили его отправиться на Корфу в 1813 году для лечения. После выздоровления, вернулся в Италию, в Венеции работал переводчиком, затем поселился в Триесте, где в течение пяти лет преподавал в Греческой школе.
Благодаря спонсорский помощи учился в университетах Гёттингена, Берлина и Парижа.
Работал деканом университета в Афинах (1843—1844, 1856—1857, 1861—1862). Трижды был ректором Афинского университета (1843—1844, 1856—1857, 1861—1862). Вышел на пенсию в 1866 году из-за серьезных проблем со здоровьем и умер через несколько лет.
Участвовал в издании «Литературного Гермеса», «Ионической антологии», издал несколько исследований по греческой филологии: «Греческие уроки» («Τραικικά μαθήματα», Венеция, 1817), «История греческой литературы» (Афины, 1851) и др.